# Le lour passé de Plume Latraverse Vol. V
Albums de Plume Latraverse
Chansons nouvelles Mixed Grill
Le Lour Passé de Plume Latraverse Vol. V  est une compilation de Plume Latraverse parue en 1995.

## Liste des titres
Toutes les chansons sont écrites par Plume Latraverse, sauf mention contraire.
| No  | Titre                                       | Parution originale                               | Durée |
| --- | ------------------------------------------- | ------------------------------------------------ | ----- |
| 1.  | Sur une chaise                              | D'un début… à l'autre (1987)                     |       |
| 2.  | Bonne soirée                                | French Tour (1980)                               |       |
| 3.  | L'Histoire de l'Histoire                    | Métamorphoses, Tome I (1982)                     |       |
| 4.  | Statu quo                                   | Insomnifère (Méphatormoses III) (1985)           |       |
| 5.  | Jazzette (Qui c'est qui est l'hôte?)        | À deux faces (1976)                              |       |
| 6.  | Ça prend d'l'action!                        | Métamorphoses, Tome I (1982)                     |       |
| 7.  | Salusoleil                                  | À deux faces (1976)                              |       |
| 8.  | Motel Horizon (Latraverse-Robert Séguin)    | À deux faces (1976)                              |       |
| 9.  | Scènes de la vie conjugale                  | Chirurgie plastique (1980)                       |       |
| 10. | Petit pot de beurre                         | French Tour (1980)                               |       |
| 11. | P'tit pain… va loin                         | Autopsie canalisée (1983)                        |       |
| 12. | Le Moral des troupes                        | Les Mauvais Compagnons (Métaphormoses II) (1984) |       |
| 13. | Métaphormose                                | Les Mauvais Compagnons (Métaphormoses II) (1984) |       |
| 14. | Tête-à-tête-à-queue                         | Les Mauvais Compagnons (Métaphormoses II) (1984) |       |
| 15. | Le Tango des concaves (Latraverse-Grégoire) | Le vieux show son sale (1975)                    |       |
| 16. | Les Sangsues                                | Insomnifère (Méphatormoses III) (1985)           |       |
| 17. | Tireur d'élite                              | Autopsie canalisée (1983)                        |       |
| 18. | Ti-Gars                                     | D'un début… à l'autre (1987)                     |       |
| 19. | Marie-Lou (Cyril Lepage)                    | Plume à l'Outremont (1977)                       |       |
| 20. | Sortie des artistes                         | Métamorphoses, Tome I (1982)                     |       |

1. ↑  La version du Lour passé est un réarrangement électrique de 1980 avec Les Mauvais Compagnons d'une chanson issue originellement de l'album Plume pou digne de 1974.
2. ↑  Titrée Mets ta forme… ose! sur l'album original.